# Mantophryne louisiadensis
Mantophryne louisiadensis là một loài ếch trong họ Nhái bầu.